# Daniel Alvarado
Dennys Daniel Alvarado Morillo (Maracaibo, 12 de agosto de 1949 - Caracas, 8 de julio de 2020), conocido como Daniel Alvarado, fue un cantante y actor de televisión, cine y teatro venezolano. Protagonizó varias telenovelas en los canales Venevisión, VTV, RCTV y Televen. También participó en diferentes largometrajes venezolanos y fue parte por un tiempo de la agrupación gaitera zuliana, Los Cardenales del Éxito, en la cual se destacó con su interpretación del tema «El Negrito Fullero».

## Carrera
Comenzó su carrera como cantante de gaitas y se hizo famoso con el tema «El negrito fullero» del grupo de gaita zuliana Cardenales del Éxito. Fundó su primer grupo musical a los ocho años de edad, denominado Estrellas del Lago e integró varias agrupaciones hasta formar parte de los Cardenales del Éxito.
Su primera obra de teatro fue La gallina de los huevos de Oro en Maracaibo a la edad de nueve años y, posteriormente, a los dieciséis participó en Bertold Brecht cuando estudiaba en el Liceo Nacional Dr. Jesús Enrique Lossada.
Más adelante, estudió Arte dramático en Maracaibo, y al cumplir los veinte años se mudó a Caracas para realizar una audición en la obra Venezuela erótica, de Pedro León Zapata. Con más de 90 telenovelas y 30 obras de teatro, Daniel incursionó en el mundo en la televisión con la telenovela La cruz de la montaña, pero se consagró con el personaje de Mauricio Lofiego en La dueña, telenovela de José Ignacio Cabrujas.
Trabajó en las producciones dramáticas Alba Marina, La revancha, Peligrosa, Pecado de amor, El perdón de los pecados, Toda mujer, Guerra de mujeres, Mambo y Canela y Mi gorda bella. Su última participación fue en la telenovela La virgen de la calle en 2014 . También protagonizó varias películas venezolanas como Macu: la mujer del policía y Desnudo con naranjas, y participó en De mujer a mujer, El secreto, Disparen a matar, Sangrador y Río negro.

## Filmografía
- La cruz de la montaña (1975) - El Zarco
- Canaima (1976) - El Indio Ponchopire
- El ángel rebelde (1978-1979) - Moncho
- La fiera (1978-1979) - Adrián Zambrano
- Ídolos rotos (1979) - Alberto Soria
- La fruta amarga (1981) - Tanislo
- La mujer sin rostro (1984) - Padre Ezequiel
- La dueña (1984-1985) - Capitán Mauricio Lofiego
- Doña perfecta (1985) - José Rey
- Esa muchacha de ojos café - (1986-1987) Daniel Subero
- Alba Marina (1988) - Nelson Hurtado
- La revancha (1989-1990) - Reinaldo Maldonado
- La dulce tía (1991)
- La Tia de Carlos (venezuela) (1991)
- Bellísima (telenovela) (1991-1992) - Arturo González
- Maria Eugenia (telenovela) (1991-1993) - Carlos Maldonado
- Rosangélica (1993) - Joel Cruz
- Peligrosa (telenovela) (1994-1995) - Domingo Manzanares "Gavilán"
- Pecado de amor (1995-1996) - Isaías Peña
- Quirpa de tres mujeres (1996) - Gonzalo Landaeta
- El Perdon de los Pecados (1996-1997) - Calixto Martínez
- Samantha (1998) - Arcadio 'Maute' Guanipa
- Toda mujer (telenovela) (1999-2000) - Néstor Cordido
- Amantes de Luna Llena (2000-2001) - Antonio Calcaño (Tony)
- Guerra de Mujeres (2001-2002) - Juan Carlos Bonilla "Júnior"
- Mambo y Canela (2002) - Kiko León 'Magallanes'
- Mi gorda bella (2003) - José Manuel Sevilla
- Cosita rica (2003-2004) - Lisandro Fonseca
- Mujer con pantalones (2004-2005) - Pedro Pablo Torrealba
- Por Todo lo Alto (2006) - Bienvenido Alegría
- Mi prima Ciela (2007) - Alberto Zambrano
- Calle Luna, Calle Sol (2009) - Juan José Pérez "Juancho"
- Dulce Amargo (2012-2013) - Benito Montilla
- La virgen de la calle (2014) - Ernesto Molina

## Vida personal
Estuvo casado tres veces. En su primer matrimonio tuvo a dos hijos; José Daniel y Luis. En su segundo matrimonio con la también actriz Carmen Julia Álvarez (1978-1994) tuvo a su hija Daniela y su hijo Carlos Daniel. Contrajo matrimonio con Emma Rabbe en 1998, con quien tuvo a Daniel Alejandro, Diego José y Calvin Daniel, se divorciaron en el 2015.

## Muerte
El 8 de julio de 2020, el actor venezolano falleció tras una caída de las escaleras en su residencia en Caracas, víctima de un traumatismo craneoencefálico, producto de un infarto pericardio. Dicha información fue confirmada un día después tras ser revelados los datos de la autopsia.